# Мікрорайон Східний (Слов'янськ)
Мікрорайон Східний (до 1993 року селище Іванівка) — один із житлових районів Слов'янська. Розташований у південній частині міста, межує зі Слов'янським курортом (з заходу), з селом Селезнівка (зі сходу) і автошляхом М 03 (з півночі). Поруч із мікрорайоном розташована залізнична станція Слов'янський курорт.

## Історія
Точна дата заснування мікрорайону невідома, однак офіційно його визначено як одну з 15 територіальних одиниць міста рішенням Слов'янської міської ради № 37-XIX-7 від 24 грудня 2016 року. Проте, існують дані, що Комітет мікрорайону був зареєстрований ще у 1993 році, що свідчить про його функціонування задовго до офіційного статусу.

## Військові події
На жаль, мікрорайон Східний зазнав значних руйнувань під час військових дій. Зокрема, 5 вересня 2024 року внаслідок обстрілу сталася масштабна пожежа, яка пошкодила або знищила 59 будинків та будівлю місцевої школи. На щастя, жертв серед населення вдалося уникнути.

## Комітет мікрорайону Лісний
24 грудня 2016 року рішенням Слов'янської міської ради № 37-XIX-7 було утворено комітет мікрорайону Східний.
З утворенням в місті військово-цивільної адміністрації 26 травня 2021 року, діяльність комітету припинена.

## Уродженці Східного
Напрягло Роман Дмитрович (14 лютого 1997  — 26 лютого 2017 ) — український військовослужбовець морської піхоти, матрос Військово-морських сил Збройних сил України. Позивний «Ріо».